# Mareura aurilinea
Mareura aurilinea là một loài bướm đêm trong họ Noctuidae.